# Simbolul niceeano-constantinopolitan
Simbolul credinței (denumiri alternative Crezul niceeano-constantinopolitan; simplu Crezul; arhaic Credeul, în latină Credo) este formularea elementelor esențiale ale credinței creștine.

## Istoric
În formularea lui, istoricii și liturgiștii disting trei etape:
- 325, primul sinod din Niceea (primul sinod ecumenic)
- 381, primul sinod din Constantinopol (al doilea sinod ecumenic)
- 451, sinodul din Calcedon (al patrulea sinod ecumenic).

### Primul sinod de la Niceea
La primul sinod ecumenic de la Niceea au fost compuse primele opt articole ale simbolului, cu privire la Dumnezeu-Tatăl și cu privire la Iisus Hristos.

### Primul sinod de la Constantinopol
La cel de-al doilea sinod ecumenic, în anul 381, s-au scris articolele 9-12, cu privire la Duhul Sfânt (completează învățătura/dogma despre Sfânta Treime), Biserică, Sfintele Taine, învierea morților și viața veșnică (escatologie).

### Sinodul de la Calcedon
La Sinodul de la Calcedon, în 451, simbolul a fost revizuit; unele elemente au fost scoase, altele au fost adăugate. Această formă definitivă a fost acceptată de bisericile numite „calcedoniene”, și chiar de Biserica Coptă și alte biserici „necalcedoniene”, care până în acel moment nu-l introduseseră în slujbele bisericești.

## Prezentarea sinoptică a textului
| Greacă | Latină | Română |
| --- | --- | --- |
| Πιστεύομεν εἰς ἕνα Θεόν, Πατέρα παντοκράτορα, ποιητὴν οὐρανοῦ καὶ γῆς, ὁρατῶν τε πάντων καὶ ἀοράτων. Καὶ εἰς ἕνα Κύριον Ἰησοῦν Χριστόν, τὸν Υἱὸν τοῦ Θεοῦ τὸν μονογενῆ, τὸν ἐκ τοῦ Πατρὸς γεννηθέντα πρὸ πάντων τῶν αἰώνων· φῶς ἐκ φωτός, Θεὸν ἀληθινὸν ἐκ Θεοῦ ἀληθινοῦ, γεννηθέντα οὐ ποιηθέντα, ὁμοούσιον τῷ Πατρί, δι' οὗ τὰ πάντα ἐγένετο. Τον δι' ἡμᾶς τοὺς ἀνθρώπους καὶ διὰ τὴν ἡμετέραν σωτηρίαν κατελθόντα ἐκ τῶν οὐρανῶν καὶ σαρκωθέντα ἐκ Πνεύματος Ἁγίου καὶ Μαρίας τῆς Παρθένου καὶ ἐνανθρωπήσαντα. Σταυρωθέντα τε ὑπὲρ ἡμῶν ἐπὶ Ποντίου Πιλάτου, καὶ παθόντα καὶ ταφέντα. Καὶ ἀναστάντα τῇ τρίτῃ ἡμέρα κατὰ τὰς Γραφάς. Καὶ ἀνελθόντα εἰς τοὺς οὐρανοὺς καὶ καθεζόμενον ἐκ δεξιῶν τοῦ Πατρός. Καὶ πάλιν ἐρχόμενον μετὰ δόξης κρῖναι ζῶντας καὶ νεκρούς, οὗ τῆς βασιλείας οὐκ ἔσται τέλος. Καὶ εἰς τὸ Πνεῦμα τὸ Ἅγιον, τὸ κύριον, τὸ ζωοποιόν, τὸ ἐκ τοῦ Πατρὸς ἐκπορευόμενον, τὸ σὺν Πατρὶ καὶ Υἱῷ συμπροσκυνούμενον καὶ συνδοξαζόμενον, τὸ λαλῆσαν διὰ τῶν προφητῶν. Εἰς μίαν ἁγίαν καθολικὴν καὶ ἀποστολικὴν ἐκκλησίαν. Ὁμολογοῦμεν ἓν βάπτισμα εἰς ἄφεσιν ἁμαρτιῶν. Προσδοκῶμεν ἀνάστασιν νεκρῶν. Καὶ ζωὴν τοῦ μέλλοντος αἰῶνος. Ἀμήν. | Credo in unum Deum, Patrem omnipotentem, factorem cæli (cœli) et terræ, visibilium omnium et invisibilium. Et in unum Dominum Iesum Christum, Filium Dei unigenitum, et ex Patre natum ante omnia sæcula. Deum de Deo, Lumen de Lumine, Deum verum de Deo vero, genitum non factum, consubstantialem Patri; per quem omnia facta sunt. Qui propter nos homines et propter nostram salutem descendit de cælis (cœlis). Et incarnatus est de Spiritu Sancto ex Maria Virgine, et homo factus est. Crucifixus etiam pro nobis sub Pontio Pilato, passus et sepultus est, et resurrexit tertia die, secundum Scripturas, et ascendit in cælum (cœlum), sedet ad dexteram Patris. Et iterum venturus est cum gloria, iudicare vivos et mortuos, cuius regni non erit finis. Et in Spiritum Sanctum, Dominum et vivificantem, qui ex Patre procedit. Qui cum Patre et Filio simul adoratur et conglorificatur: qui locutus est per prophetas. Et unam sanctam catholicam et apostolicam Ecclesiam. Confiteor unum baptisma in remissionem peccatorum. Et expecto resurrectionem mortuorum, et vitam venturi sæculi. Amen. | Cred [în greacă credem] într-unul Dumnezeu, Tatăl atotțiitorul, făcătorul cerului și al pământului, văzutelor tuturor și nevăzutelor. Și într-unul domn Iisus Hristos, Fiul lui Dumnezeu, unul născut, care din Tatăl s-a născut, mai înainte de toți vecii. [în latină supl. Dumnezeu din Dumnezeu,] Lumină din lumină, Dumnezeu adevărat din Dumnezeu adevărat, născut, nu făcut, Cel de o ființă cu Tatăl, prin care toate s-au făcut. Care pentru noi oamenii și pentru a noastră mântuire / mântuire [în gr. mântuire], S-a coborât din ceruri, Și S-a întrupat [în la. incarno, incarnare: „a încarna”, „a întrupa”] de la Duhul Sfânt și din Maria Fecioara Și S-a făcut om. Și S-a răstignit pentru noi în zilele lui Ponțiu Pilat Și a pătimit și s-a îngropat Și a înviat a treia zi, după Scripturi Și S-a înălțat la ceruri, Și șade de-a dreapta Tatălui. Și iarăși va să vină cu slavă, să judece viii și morții, A cărui Împărăție nu va avea sfârșit. Și întru Duhul Sfânt, Domnul, de viață făcătorul [în la. dătător de viață], Care din Tatăl purcede. Cel ce împreună cu Tatăl și cu Fiul este închinat și slăvit, Care a grăit prin prooroci. Întru-una, sfântă, sobornicească și apostolească Biserică Mărturisesc [în greacă mărturisim] un botez spre iertarea păcatelor. Aștept [în greacă așteptăm] învierea morților Și viața veacului ce va să vină [în greacă viitorului veac]. Amin. |

## Versiuni liturgice în limba română
Simbolul credinței are 12 articole. Forma în limba română a crezului diferă puțin față de versiunile oficiale ale diferitelor biserici creștine unde limba română este limbă liturgică.

### Versiunea ortodoxă
Versiunea oficială curentă a Crezului în Biserica Ortodoxă Română :
1. Cred întru unul Dumnezeu, Tatăl atotțiitorul, Făcătorul cerului și al pământului, al tuturor celor văzute și nevăzute.
2. Și întru unul Domn Iisus Hristos, Fiul lui Dumnezeu, Unul Născut, Care din Tatăl S-a născut mai înainte de toți vecii: Lumină din lumină, Dumnezeu adevărat din Dumnezeu adevărat, născut, iar nu făcut, Cel de o ființă cu Tatăl, prin Care toate s-au făcut.
3. Care pentru noi oamenii și pentru a noastră mântuire S-a pogorât din ceruri și S-a întrupat de la Duhul Sfânt și din Maria Fecioara și S-a făcut om.
4. Și S-a răstignit pentru noi în zilele lui Ponțiu Pilat și a pătimit și S-a îngropat.
5. Și a înviat a treia zi, după Scripturi.
6. Și S-a înălțat la ceruri și șade de-a dreapta Tatălui.
7. Și iarăși va să vină cu slavă, să judece viii si morții, a Căruia împărăție nu va avea sfârșit.
8. Și întru Duhul Sfânt, Domnul de viață făcătorul, Care din Tatăl purcede, Cel ce împreună cu Tatăl și cu Fiul este închinat și mărit, Care a grăit prin prooroci.
9. Și întru una, sfântă, sobornicească și apostolească Biserică.
10. Mărturisesc un Botez, întru iertarea păcatelor.
11. Aștept învierea morților.
12. Și viața veacului, ce va să fie. Amin.

### Versiunea greco-catolică
Versiunea oficiala curentă a Crezului în Biserica Română Unită cu Roma este următoarea:
1. Cred într-unul Dumnezeu, Tatăl atotținătorul, făcătorul cerului și al pământului, al tuturor celor văzute și nevăzute.
2. Și într-unul Domn, Isus Cristos, Fiul lui Dumnezeu, unul născut, Care din Tatăl S-a născut, mai înainte de toți vecii, lumină din lumină, Dumnezeu adevărat din Dumnezeu adevărat, născut, iar nu făcut, Cel de o ființă cu Tatăl, prin Care toate s-au făcut.
3. Care, pentru noi oamenii și pentru a noastră mântuire, S-a coborât din cer, S-a întrupat de la Spiritul Sfânt și din Maria Fecioara și S-a făcut om.
4. Și S-a răstignit pentru noi în zilele lui Ponțiu Pilat, a pătimit și S-a îngropat.
5. Și a înviat a treia zi, după Scripturi.
6. Și S-a înălțat la cer și șade de-a dreapta Tatălui.
7. Și iarăși va veni cu mărire să judece viii și morții; a Cărui Împărăție nu va avea sfârșit.
8. Și în Spiritul Sfânt, Domnul de viață Făcătorul, Care de la Tatăl și de la Fiul purcede, Cel ce împreună cu Tatăl și cu Fiul este închinat și mărit, Care a grăit prin proroci.
9. Într-una, sfântă, catolică și apostolică Biserică.
10. Mărturisesc un botez spre iertarea păcatelor.
11. Aștept învierea morților
12. Și viața veșnică ce va veni. Amin.

### Versiunea romano-catolică
Versiunea oficiala curentă a Crezului în limba română în Biserica Romano-Catolică este următoarea:
1. Cred într-unul Dumnezeu, Tatăl atotputernicul, creatorul cerului și al pământului, al tuturor văzutelor și nevăzutelor.
2. Și într-unul Domn, Isus Cristos, Fiul lui Dumnezeu, unul născut, Care din Tatăl S-a născut, mai înainte de toți vecii, Dumnezeu din Dumnezeu, lumină din lumină, Dumnezeu adevărat din Dumnezeu adevărat, născut, iar nu creat, de o ființă cu Tatăl, prin Care toate s-au făcut.
3. Care, pentru noi oamenii și pentru a noastră mântuire, S-a coborât din cer, S-a întrupat de la Duhul Sfânt și din Maria Fecioara și S-a făcut om.
4. S-a răstignit pentru noi sub Ponțiu Pilat, a pătimit și S-a îngropat.
5. A înviat a treia zi, după Scripturi.
6. Și S-a suit la cer; șade de-a dreapta Tatălui.
7. Și iarăși va veni cu mărire să judece pe cei vii și pe cei morți; a Cărui Împărăție nu va avea sfârșit.
8. Și în Duhul Sfânt, Domnul și de viață Dătătorul, Care de la Tatăl și de la Fiul purcede, care împreună cu Tatăl și cu Fiul este adorat și preamărit, și a grăit prin proroci.
9. Și într-una, sfântă, catolică și apostolică Biserică.
10. Mărturisesc un botez spre iertarea păcatelor.
11. Aștept învierea morților
12. Și viața veacului ce va veni. Amin.

### Observații
- În textele religioase de limbă română, forma Iisus Hristos este specifică ortodoxiei, în timp ce formele Isus Cristos / Isus Hristos sunt specifice celorlalte biserici creștine (așa cum este explicat în pagina Isus din Nazaret).
- Cuvântul "sobornicească" înlocuiește în versiunea ortodoxă cuvântul grec "katholikos", care înseamna "universal". Schimbarea e datorată traducerii slavone, și a fost preluată în limba română. Mai multe informații în a doua referință. Trebuie precizat că nu doar ortodocșii români au evitat traducerea lui "katholikos" cu "catolic" pentru a evita confuzie cu Biserica Romei. Biserica Ortodoxă din Finlanda utilizează atât în versiunea finlandeză cât și în cea suedeză a Crezului formulări care se pot traduce prin "universal" sau "atotcuprinzător" ("allmänlig" in suedeză, respectiv "yhteiseen" în finlandeză. (nu este așa: fraza folosită în liturghia ortodoxă este, de fapt, următoarea: "... yhteen pyhään katoliseen ja  apostoliseen kirkkoon...")
- Versiunea greco-catolică a Crezului nu urmează dogma Filioque. La Unirea cu Roma s-a decis ca liturghia (și deci Crezul) să rămână neschimbate. Această dogmă se folosește doar în cazul în care credinciosul trebuie să își mărturisească credința; în practică astăzi se folosește versiunea care conține dogma: "care de la Tatăl și de la Fiul purcede".